# Romuald Traugutt
Romuald Traugutt (Szostakowo, 16 de janeiro de 1826 – Varsóvia, 5 de agosto de 1864) foi um oficial militar e político polonês que serviu como o último ditador da Revolta de Janeiro.
Após uma carreira no Exército Imperial Russo, que incluiu serviço na Hungria e na Crimeia, Traugutt relutantemente se juntou à revolta contra o Império Russo em março de 1863, eventualmente ascendendo à posição de último líder da malfadada insurreição.
Após ser capturado pela Polícia Imperial Russa, ele foi julgado e executado por seu papel na Revolta. Apesar do fracasso da revolta, Traugutt se tornou um herói nacional polonês. Após o retorno da Polônia como uma entidade nacional soberana, ele foi reconhecido por seus serviços, após décadas de censura pelas autoridades imperiais russas.

## Biografia
Traugutt nasceu em Szostakowo, propriedade da Gubernia de Grodno no Império Russo.  Filho de Ludwik e Alojza (nascida Błocka).  Após a morte de sua mãe, quando Traugutt tinha dois anos, ele foi criado por sua avó Justyna Błocka. Após sua graduação no Ginásio de Svislach em 1842, Traugutt se juntou ao Exército Imperial Russo.  Segundo algumas fontes, antes de se juntar ao exército russo, Traugutt tentou, sem sucesso, obter admissão no Instituto de Engenheiros Ferroviários   em São Petersburgo.  

## Serviço militar
Após se formar na escola de sapadores em Żelichów com a patente de chorąży, ele trabalhou como instrutor antes de ser destacado para a Hungria. Servindo sob o comando de Ivan Paskevich, ele participou da intervenção russa na Revolução Húngara de 1848,  ganhando uma promoção ao posto de tenente.  Enquanto servia na Hungria, o pai de Traugutt, Ludwik, morreu. 
Ele se casou com sua primeira esposa Anna Emilia Pikiel, filha de um joalheiro de Varsóvia em 25 de julho de 1852.   Antes do casamento, sua futura esposa, uma luterana, se converteu ao catolicismo. O casal morava em Żelechów. Durante esse período, o serviço militar de Traugutt foi recompensado com uma casa, pensão militar e a Ordem de Santa Catarina, 2ª Classe. 
Após a eclosão da Guerra da Crimeia, em dezembro de 1853, Traugutt e suas tropas foram enviados para a península.  Eles chegaram em abril do ano seguinte, onde Traugutt participou dos esforços defensivos durante o Cerco de Sebastopol. Depois da guerra, ele e sua família se mudaram primeiro para Odessa e depois para Kharkiv. Lá, ele sofreu um colapso mental após as mortes sucessivas de seus familiares: sua avó (novembro de 1859), sua filha Justyna (dezembro de 1859), sua esposa Anna (janeiro de 1860) e seu filho Konrad (maio de 1860).  Após sua recuperação, Traugutt assumiu as propriedades de seu padrinho recentemente falecido.
Em 1860, Traugutt conheceu Antonina Kościuszkówna, parente de Tadeusz Kościuszko. Após um breve noivado, o casal se casou em 13 de junho de 1860.  Na época, ele estava pensando em se aposentar do exército – ele estava em más condições físicas e rumores de uma revolta já circulavam. Traugutt acabou sendo dispensado do exército em 14 de junho de 1862, com a patente de tenente-coronel, mantendo o direito de usar o uniforme e ganhando uma pensão de 230 rublos. Naquela época, seu filho Roman, de dois anos, morreu.

## Revolta de Janeiro
Embora a Revolta de Janeiro tenha eclodido em Janeiro de 1863, Traugutt permaneceu relutante em participar na insurreição  até Abril de 1863. Traugutt participou de algumas escaramuças antes de sua unidade ser destruída na Batalha de Kołodno em julho de 1863. Derrotado, ele se escondeu na propriedade de Eliza Orzeszkowa antes de seguir para Varsóvia. Lá, ele se apresentou ao Governo Nacional e recebeu o título de General em 15 de agosto. 
Traugutt embarcou em uma missão diplomática na França, na esperança de angariar apoio para a Revolta. Após o fracasso da missão, ele retornou à Polônia e ganhou o apoio da facção Branca. Depois que os Vermelhos perderam o poder, Traugutt foi escolhido como ditador da revolta em 17 de outubro de 1863. 
A liderança de Traugutt era secreta por natureza. Adotando o nome de guerra Michał Czarnecki, ele liderou a revolta de seu apartamento na Rua Smolna, 3, e fingiu ser um comerciante da Galícia para obscurecer ainda mais sua identidade. Como ditador, Traugutt tentou reformar as unidades de guerrilha em um exército profissional e – em 23 de dezembro de 1863 – convocou representantes da Polônia do Congresso para discutir a abolição da servidão. 
Reconhecendo a difícil situação financeira da revolta, Traugutt tentou tomar empréstimos de bancos nacionais e estrangeiros, sem sucesso. Depois de não conseguir obter apoio de estados estrangeiros para uma intervenção militar, ele recorreu a revolucionários, como Giuseppe Garibaldi, em busca de ajuda. 
Apesar de sua notável devoção religiosa e correspondência com o Papa Pio IX, Traugutt bloqueou o envio de fundos para Roma, destinados à beatificação de Josaphat Kuntsevych. 

## Prisão e execução
Após o fracasso da revolta, a verdadeira identidade de Traugutt foi revelada por Artur Goldman,    um participante da revolta preso pela polícia russa no início do mês e preso no apartamento de Helena Kirkorowa  na noite de 10 a 11 de abril de 1864.
Em 19 de julho, ele foi condenado à morte por seu papel na revolta.  Traugutt foi enforcado na Cidadela de Varsóvia em 5 de agosto de 1864, ao lado dos comandantes rebeldes Rafał Krajewski, Józef Toczyski, Roman Żuliński e Jan Jeziorański. 

## Legado

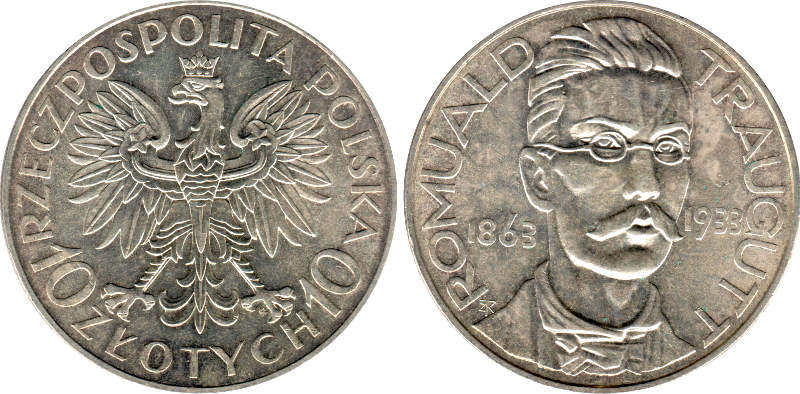
Romuald Traugutt na moeda de 10 zloty (1933)

Após a execução de Traugutt, um culto à personalidade começou a se formar em torno de sua pessoa,  com algumas fontes comparando seu sacrifício ao martírio de Cristo.
Em 1916, um monumento foi erguido em Varsóvia no local da sua execução,  e em 1925, a área em redor foi dedicada como Parque Traugutt. 
Em 1945, ele foi homenageado no primeiro selo postal da recém-reemergida República Popular da Polônia, como parte de um conjunto de três selos em homenagem aos heróis nacionais.  Ele já havia sido homenageado anteriormente em um selo no conjunto de 1938 para o 20º aniversário da independência da Polônia após a Primeira Guerra Mundial.  A Polônia emitiu selos adicionais em sua homenagem em 1962  e 1963.  Ele também foi homenageado na nota polonesa de 20 zlotys da década de 1980.
A escola secundária em Częstochowa recebeu o seu nome e uma coluna memorial foi erguida em sua homenagem em 1933 em Ciechocinek. 
Há também um monumento a Traugutt na cidade de Svislach, na Bielorrússia. 
Um dos primeiros biógrafos de Traugutt foi o Padre Mariano, Józef Jarzębowski (1897-1964), que dedicou três volumes à vida e obra de Traugutt.  Outros biógrafos incluem seu bisneto, o coronel Andrzej Juszkiewicz (1923-2009). 